# Mister Feeling
Mister Feeling ist ein im Jahr 1996 veröffentlichtes Lied des deutschen Dancefloor-Projekts Masterboy. Zudem ist es die erste Singleauskopplung aus dem Album Colours.

## Entstehung und Veröffentlichung
Mister Feeling erschien erstmals am 15. Juli 1996 als Single. Am 28. Oktober 1996 erschien das Lied als Teil von Masterboys fünftem Studioalbum Colours. Der Song wurde von Tommy Schleh, Enrico Zabler und Luke Skywalker geschrieben. Die Gruppe selbst produzierte ihn als „Masterboy Beat Production“. Gerappt wurde die Single von Tommy Schleh und gesungen von Linda Rocco und Enrico Zabler. Der Text handelt von einem gefühlvollen Tänzer.

## Musikvideo
Auch ein Musikvideo wurde zu dem Lied gedreht. Es zeigt die Gruppe an einem südländischen Strand mit Palmen.

## Charts und Chartplatzierung
| ChartsChartplatzierungen | Höchstplatzierung | Wochen |
| ------------------------ | ----------------- | ------ |
| Deutschland (GfK)        | 12 (14 Wo.)       | 14     |
| Österreich (Ö3)          | 20 (12 Wo.)       | 12     |
| Schweiz (IFPI)           | 16 (10 Wo.)       | 10     |